# Студенцы (Самарская область)
Студенцы́ — село в Хворостянском районе Самарской области, административный центр и единственный населённый пункт сельского поселения Студенцы.

## География
Находится на расстоянии примерно 23 километров по прямой на северо-восток от районного центра села Хворостянка.

## История
Село основано в 1800 году старообрядцами. В 1801 прибыли также переселенцы из сёл Студенец и Рачейка Сызранского уезда. Первоначальное название села было Новый Студенец. К 1882 году было 384 двора и 2406 жителей, а в 1926 году было 582 двора и 2926 жителей. Деревянная церковь построена на средства прихожан в 1834 году. 
С августа 1877 года несколько месяцев фельдшером в сельской больнице работала Вера Фигнер.
В советское время работали колхозы «Гигант», им. Степана Разина, «Оборона Страны», им. Молотова и «Россия».

## Население
Постоянное население составляло 703 человека (русские 65 %) в 2002 году, 761 в 2010 году.

## Инфраструктура
В настоящее время в селе имеется школа, дом культуры, детский сад, почта, офис врача общей практики.